# A Jingle with Jillian
A Jingle with Jillian es un EP de la Diva de la WWE, Jillian Hall. El EP fue lanzado por WWE Records el 11 de diciembre de 2007. El álbum alcanzó el número 20 en los UK Holidays Top 100 poco después de su lanzamiento antes de subir al Top 50 de iTunes.

## Lista de canciones
1. "Have Yourself a Merry Little Christmas"- 3:15
2. "Jingle Bell Rock"- 2:29
3. "I'll Be Home for Christmas"- 2:54
4. "Rockin' Around the Christmas Tree"- 2:17
5. "The Christmas Song"- 3:27

### Posicionamiento
| Listas (2007)  | Posición más alta |
| -------------- | ----------------- |
| UK Album Chart | 76                |
| Billboard 200  | 120               |